# Heterodera fici
Heterodera fici é um nematódeo patógeno de plantas.A espécie é também conhecida pelos nomes populares em inglês de nematódeo-do-cisto-do-figo e nematódeo-do-cisto-da-borracha.
As espécie hospedeiras são: Ficus carica, Ficus elastica, Ficus lyrata, Ficus rubiginosa, Ficus sp.